# Генерација без будућности
Генерација Без Будућности (ГББ) је био панк-рок бенд из Новог Сада. Основан је 1990. године. Престао је са радом 2013. године.

## Почетак
Бенд је основан од стране 16-годишњака са Лимана и већ после два месеца постојања одржали су први концерт у клубу "Линеа", а од тада самостално одлазе на концерте широм Србије. Током 1990-е снимају два демо снимка.

## 90-е
Године 1991, излази прво званично издање, сингл плоча - "Има да ме слушаш!", која је изазвала велико интересовање како на просторима тадашње Југославије тако и у иностранству (Немачка, Француска, Енглеска, Шпанија). Иако врло млади, чланови ГББ-а гостују у многим радио и ТВ станицама, исте године ду снимили први спот и емисију у којој причају своје животне приче. У јануару 1992. снимају први албум - "Вол.1", чији продуцент је био Зоран Булатовић. При самом објављивању албума (тираж од 500 плоча) издвајају се два хита "Оловна Јутра" и "Јамајка" која су месецима стајале на топ листама широм Југославије. Албум је по избору слушалаца Радио Крушевца изабрана за албум године, а након тога добијају и награду као "Највеће наде '93." Такође магазин "Ритам" је  прогласио албум "Вол 1." за "Деби албум '93.". После свега тога из анонимности их потпуни избацује њихово гостовање на фестивалу "Брзи бендови Србије" (ББС), а спот "Јамајка" је био у конкуренцији за спот године на ББС-у. Током 1995. године снимају песму "Енергија", која их враћа на топ листе, наког чега почетком 1996. године, свирају своју прву турнеју у земљи. У току лета 1997. године бенд потписује уговор са издавачком кућом "Систем", која издаје њихов други албум  - "Сплин".  

## Распад и поновно оснивање бенда
Бенд је престао са радом у фебруару, 1999. године. Поновно је активиран, током 2001. године и након тога у мају, 2006. године. Трећи албум "Не предај се" (ремастеризован први албум - "Вол. 1", снимци уживо и два ремикса) је објављен 2007. године (СКЦ, Нови Сад). Четврти албум "Суперхероин" је снимљен и издат 2010/2011 године. Бенд је, званично, престао са радом током 2013. године.